# Campionati europei di hockey su pista 1926
Il Campionato europeo di hockey su pista 1926 (in inglese 1926 Rink Hockey European Championship) è stata la prima edizione della massima competizione europea per le rappresentative di hockey su pista maschili maggiori e fu organizzata dalla Fédération Internationale de Roller Sports. 
La competizione si svolse dall'8 al 14 aprile 1926 a Herne Bay in Inghilterra. 
La vittoria finale è andata alla nazionale dell'Inghilterra che si è aggiudicata il torneo per la prima volta nella sua storia.

## Formula
Il campionato europeo 1926 vide la partecipazione di sei nazionali europee. La manifestazione fu organizzata tramite un girone all'italiana con gare di sola andata; erano assegnati due punti per l'incontro vinto, un punto a testa per l'incontro pareggiato e zero la sconfitta. Al termine del torneo la squadra prima classificata venne proclamata campione d'Europa.

## Squadre partecipanti
| Squadra     | Part. Nº | Partecipazioni precedenti al torneo |
| ----------- | -------- | ----------------------------------- |
| Belgio      | 1        | Esordiente                          |
| Francia     | 1        | Esordiente                          |
| Germania    | 1        | Esordiente                          |
| Inghilterra | 1        | Esordiente                          |
| Italia      | 1        | Esordiente                          |
| Svizzera    | 1        | Esordiente                          |

Nota bene: nella sezione "partecipazioni precedenti al torneo" le date in grassetto indicano la squadra che ha vinto quell'edizione del torneo

## Svolgimento del torneo

### Classifica finale
| Pos | Squadra     | Pt | G | V | N | P | GF | GS | DG  |
| --- | ----------- | -- | - | - | - | - | -- | -- | --- |
| 1.  | Inghilterra | 9  | 5 | 4 | 1 | 0 | 46 | 4  | +42 |
| 2.  | Francia     | 8  | 5 | 3 | 2 | 0 | 18 | 8  | +10 |
| 3.  | Germania    | 6  | 5 | 2 | 2 | 1 | 15 | 14 | +1  |
| 4.  | Svizzera    | 5  | 5 | 2 | 1 | 2 | 12 | 13 | -1  |
| 5.  | Belgio      | 2  | 5 | 1 | 0 | 4 | 7  | 27 | -20 |
| 6.  | Italia      | 0  | 5 | 0 | 0 | 5 | 2  | 34 | -32 |

### Risultati
| Data      | Ora | Gara        | Gara   | Gara        |
| --------- | --- | ----------- | ------ | ----------- |
| 8 aprile  |     | Belgio      | 1 - 4  | Germania    |
| 8 aprile  |     | Francia     | 2 - 2  | Inghilterra |
| 8 aprile  |     | Italia      | 0 - 7  | Svizzera    |
| 9 aprile  |     | Belgio      | 1 - 2  | Svizzera    |
| 9 aprile  |     | Francia     | 2 - 2  | Germania    |
| 9 aprile  |     | Inghilterra | 14 - 0 | Italia      |
| 10 aprile |     | Belgio      | 3 - 1  | Italia      |
| 10 aprile |     | Francia     | 3 - 2  | Svizzera    |

| Data      | Ora | Gara        | Gara   | Gara        |
| --------- | --- | ----------- | ------ | ----------- |
| 10 aprile |     | Germania    | 2 - 9  | Inghilterra |
| 12 aprile |     | Belgio      | 0 - 13 | Inghilterra |
| 12 aprile |     | Francia     | 4 - 0  | Italia      |
| 12 aprile |     | Germania    | 1 - 1  | Svizzera    |
| 13 aprile |     | Belgio      | 1 - 7  | Francia     |
| 14 aprile |     | Germania    | 6 - 1  | Italia      |
| 14 aprile |     | Inghilterra | 8 - 0  | Svizzera    |